# OrCAD
OrCAD是一套在個人電腦的電子設計自動化套裝軟體，專門用來讓電子工程師設計電路圖及相關圖表，設計印刷電路板所用的印刷圖，及電路的模擬之用。
OrCAD是一個混合名詞，反映了軟體的發源地：俄勒岡（Oregon）+計算機輔助設計（CAD）。

## 歷史
OrCAD Pspice為美國OrCAD公司在1998年與Microsim公司合併之後，將其Pspice整合到原先OrCAD系統（包含「電路圖輸入」的OrCAD Capture、「印刷電路板佈局」的OrCAD Layout及「可编程邏輯（Programmable Logic）電路合成」的OrCAD Exerpss）內的一套電腦輔助電路分析軟體。
2000年，OrCAD公司被益華電腦（Cadence Design System, Inc.）收購，並推出OrCAD 9.21。在2003年，推出OrCAD 10.0。在2005年，進一步與益華電腦的PCB設計軟體Allegro 15.5一起推廣給客戶，故版本號碼直接跳到15.5。在2009年，Orcad正式推出功能增强的16.3版本。目前作為益華電腦入門級的電腦輔助電路分析軟體推廣給客戶使用。

## 外部連結
- Cadence（页面存档备份，存于）
- Orcad迪浩（页面存档备份，存于）
- Orcad Capture（页面存档备份，存于）
- Orcad PCB Designer（页面存档备份，存于）
- Open Source OrCAD Circuits Archive
- Cadence OrCAD系列V16.0新增功能[永久]